# Miracle d'amor
Miracle d'amor  (títol original: The Enchanted Cottage) és una pel·lícula estatunidenca dirigida per John Cromwell, estrenada el 1945. Ha estat doblada al català.

## Argument
La «Torre encantada», situada sobre la costa de Nova Anglaterra, porta felicitat a les joves parelles que s'hi queden. És en qualsevol cas el que assegura el poema simfònic compost pel pianista cec John Hillgrove. Seduïts per la reputació del lloc, nombroses parelles van a passar-hi la seva lluna de mel. La torre té tant èxit que el seu propietari ha contractat una dona de cambra, Laura Pennington. Quan Oliver Bradford, un seductor pilot, va a visitar-lo amb la seva promesa, el cor de Laura fa un saltet..

## Repartiment
- Dorothy McGuire: Laura Pennington
- Robert Young: Oliver Bradford
- Herbert Marshall: Major John Hillgrove
- Mildred Natwick: Sra. Abigail Minnett
- Spring Byington: Violet Price
- Hillary Brooke: Beatrice Alexander
- Richard Gaines: Frederick 'Freddy' Price
- Alec Englander: Danny 'Taxi' Stanton
- Robert Clarke: Caporal Marin
- Eden Nicholas: Soldat

## Premis i nominacions

### Nominacions
- 1946: Oscar a la millor banda sonora per Roy Webb